# Summer Isles

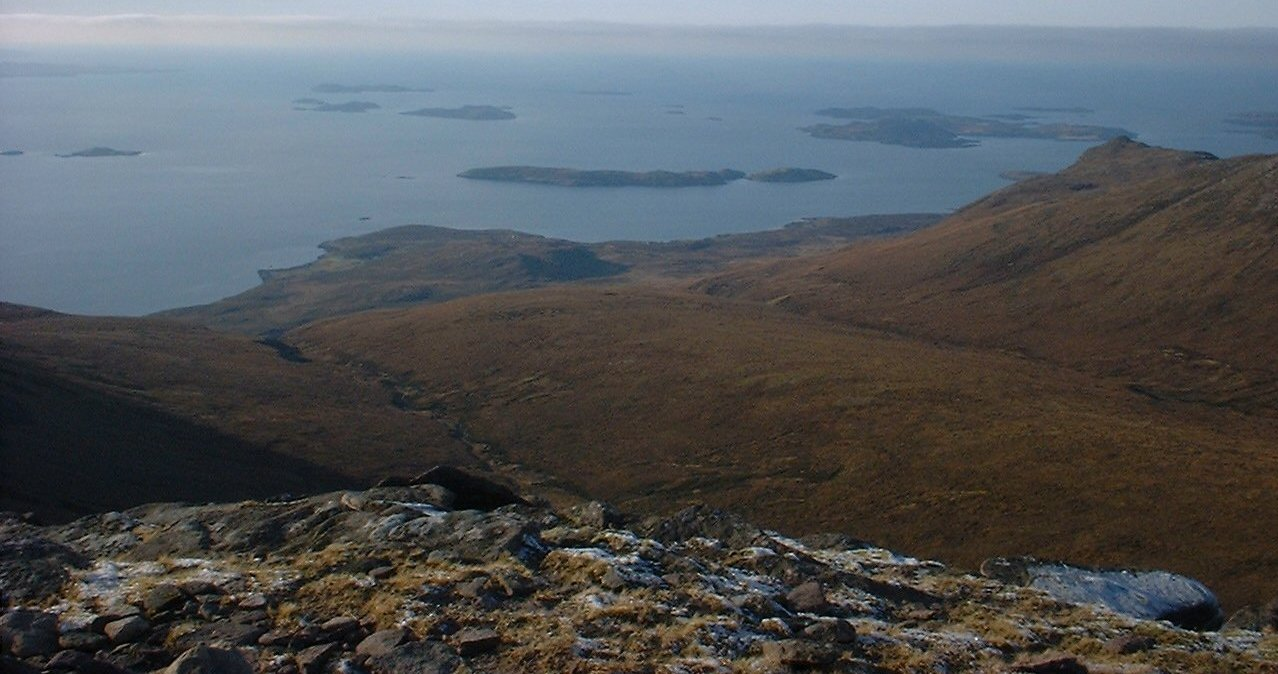
Summer Isles

Souostroví Summer Isles (ve skotké gaelštině Na h-Eileanan Samhraidh) leží severozápadně od městečka Ullapool v kraji Highlands ve Skotsku. Ostrovy se nachází v zálivu Loch Broom. Největším z nich je Tanera Mòr, který je také jediným obydleným. Je zde farma lososů, pošta, která vydává své vlastní originální známky, a malý obchod. Na ostrovech nejsou silnice, dopravu zajišťují lodě.

## Další ostrůvky
- Bottle Island
- Eilean Dubh
- Glas-leac Beag
- Glas-leac Mòr
- Horse Island
- Isle Martin
- Priest Island (Eilean a' Chlèirich)
- Isle Ristol
- Eilean Mullagrach
- Tanera Beag
- Càrn nan Sgeir